# Kasimire von Anhalt-Dessau

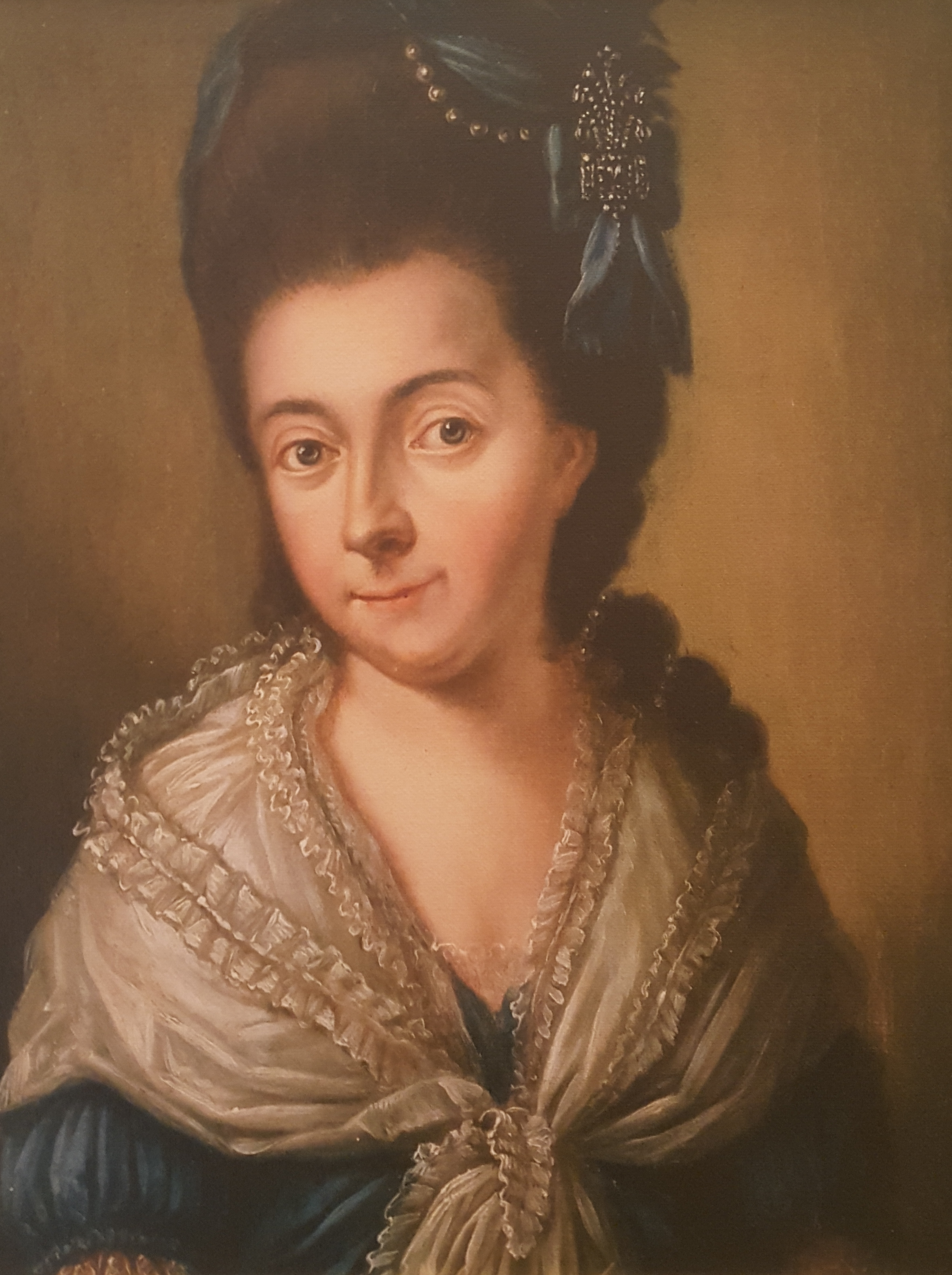
Gräfin Casimire zur Lippe, geborene Prinzessin von Anhalt-Dessau, Gemälde von Heinrich Friedrich Leopold Matthieu, vor 1775, Reproduktion im Rochow-Museum Reckahn, Original im Lippischen Landesmuseum Detmold

Kasimire von Anhalt-Dessau (* 19. Januar 1749 in Dessau; † 8. November 1778 in Detmold) war eine Prinzessin von Anhalt-Dessau und durch Heirat Gräfin zur Lippe-Detmold.

## Leben
Kasimire war eine Tochter des Fürsten Leopold II. von Anhalt-Dessau (1700–1751) aus dessen Ehe mit Gisela Agnes (1722–1751), Tochter des Fürsten Leopold von Anhalt-Köthen. Ein besonders enges Verhältnis hatte sie zu ihren Schwestern  Maria Leopoldine, verheiratete Gräfin zur Lippe, sowie Agnese, mit der sie auch nach ihrer Eheschließung meist zusammen lebte und bei Trennung eine umfangreiche Korrespondenz führte.
Sie heiratete am 9. November 1769 in Dessau den Grafen Simon August zur Lippe-Detmold (1727–1782), Witwer ihrer im April des Vermählungsjahres gestorbenen Schwester Maria Leopoldine. Religiös tolerant und sozial engagiert, ließ sie sich in Verwaltungsfragen unterrichten. Ohne sich in die aktuellen Regierungsgeschäfte einzumischen, plante sie zahlreiche Reformen in Lippe, die sie teilweise auch zur Ausführung bringen konnte. Sie hatte wesentlichen Einfluss auf ihren Ehemann und wurde damit zur Stütze des um Reformen bemühten Kanzlers Bernhard Ferdinand Hoffmann, der allerdings das Temperament Kasimires zu mäßigen wusste. Sie bildete Kommissionen aus Pfarrern, Ärzten und Verwaltungsbeamten, die sie bei der Armen- und Krankenversorgung  und im Schulwesen beraten sollten. Die Armen sollten zum Beispiel, anstatt zu betteln, einer nützlichen Beschäftigung nachgehen. Kranke, gebrechliche und alte Menschen erhielten laut Erlass einer Armenordnung eine Unterstützung aus dem Armenfonds. Auf ihre Initiative hin wurde 1789 eine Medizinalordnung erlassen, die den Beginn einer organisierten öffentlichen Gesundheitsfürsorge darstellte. Weitere Reformbestrebungen Kasimires betrafen die Leibeigenschaft, die Ablösung der Frondienste, die Gemeinheitsteilung und die Umstellung im Anbau von Feldfrüchten. Allerdings waren ihre Reformbemühungen gegen zahlreiche Widerstände nur zum Teil erfolgreich. Im Jahr 1775 gründete sie mit der „Patriotischen Gesellschaft“ eines der ältesten ländlichen Kreditinstitute Deutschlands. Sie plante unter dem Einfluss von Johann Bernhard Basedow und Friedrich Eberhard von Rochow eine Neuordnung des Schulwesens und die Gründung eines lippischen Lehrerseminars. Ihre Schwiegertochter, Fürstin Pauline zur Lippe (1769–1820), sollte später das begonnene Reformwerk erfolgreich fortsetzen.

## Nachkommen
Kasimire und Simon August hatten einen Sohn:
- Kasimir August (1777–1809)